# Johann Christian Brand
Pour les articles homonymes, voir Brand.
Johann Christian Brand est un peintre et graveur autrichien né en 1722 à Vienne où il est mort en 1795.

## Biographie
Il débute dans l'atelier de son père, Christian Hilfgott Brand, peintre de paysages à Vienne depuis 1722.
En 1740, il devient élève de l'Académie de Vienne.
Il séjourne en Hongrie de 1751 à 1756 avant d'être nommé peintre de la cour de Vienne en 1766.
En 1769, il entre à l'Académie, où il devient professeur en 1771.

## Œuvre
Ses nombreux paysages de petit format sont construits sur le schéma du paysage idéal (arbres formant coulisses, diagonale de la route ou du cours d'eau fuyant vers l'horizon), agrémenté de ruines, d'animaux et de figures au coloris chaud, dans une atmosphère légère et vaporeuse (Paysages, musée de Graz). L'influence française s'y perçoit.
Parfois, Brand abandonne la composition décorative stéréotypée pour peindre des paysages d'après nature (le Danube près de Vienne, 1787, Vienne, Österr. Gal.), où une nature plutôt hostile et dure n'est pas l'expression de sentiments romantiques mais offre un contraste avec le monde des Hommes, ou bien encore un Orage sur la côte (musée de Graz), conformément au goût pour les scènes de catastrophes naturelles.
On lui doit également une série de 4 scènes de chasse au héron à Laxenbourg, commandée par l'empereur en 1758 (Vienne, Österr. Gal.), des portraits de petit format (Portrait d'un officier, musée de Graz), des animaux (Cerf, 1759, id.) et des gravures de paysages.

## Musées et collections

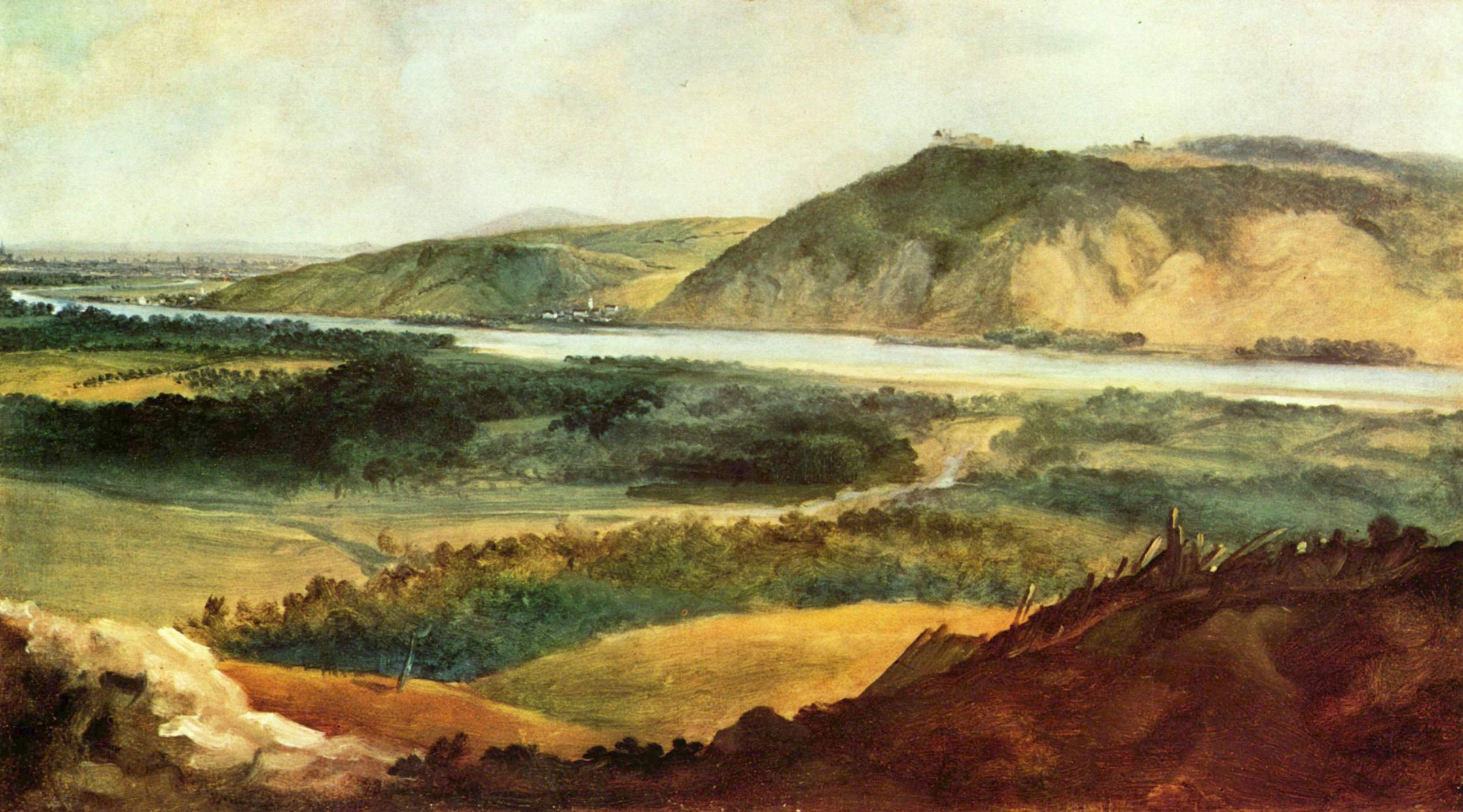
Paysage au Danube à Vienne, vers 1758
Palais du Belvédère (Vienne)

### Autriche
- Laxenburg Schloss
- Linz, Schlossmuseum, Landesmuseum

#### Vienne
- Historishes Museum der Stadt
- Akademie der Bildenden Künste
- Palais du Belvédère (Vienne) : Paysage au Danube à Vienne avec la montagne du Kahlenberg (vers 1758)[1]
- Museum im Schottenstift

### Europe
- Arad, Arad Museum[2]
- Nuremberg, Germanisches Nationalmuseum
- Prague, Narodni Galerie
- Rzeszow
- Schwerin
- Sibiu, Galerie Brukenthal

### Amériques
- Chicago, David & Alfred Smart Museum of Art
- Philadelphia, Philadelphia Museum of Art